# ويلهلم بوش
ويلهلم بوش (بالألمانية: Heinrich Christian Wilhelm Busch) (و. 1832 – 1908 م) هو شاعر، ورسام، وكاتب مقالات، وكاتب، وكاتب سير ذاتية ألماني، توفي عن عمر يناهز 76 عاماً.

## التعليم
تعلم في جامعة ميونخ التقنية، وKunstakademie Düsseldorf ‏.

## وصلات خارجية
- ويلهلم بوش على موقع IMDb (الإنجليزية)
- ويلهلم بوش على موقع الموسوعة البريطانية (الإنجليزية)
- ويلهلم بوش على موقع ميوزك برينز (الإنجليزية)
- ويلهلم بوش على موقع ديسكوغز (الإنجليزية)
- ويلهلم بوش على موقع قاعدة بيانات الفيلم (الإنجليزية)

- ويلهلم بوش في قاعدة بيانات الأفلام على الإنترنت